# Antônio Teodósio Nunes
Antônio Teodósio Nunes (Arneiroz, 7 de fevereiro de 1931- Crato, 11 de Junho de 2018) foi um historiador e genealogista brasileiro.

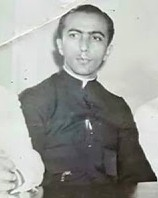
Antônio Teodósio Nunes

Era filho de Joaquim Nunes Pereira e Maria Januária de Souza.
Teodósio nasceu em Arneiroz, cidade no interior do Ceará. Realizou o curso primário na sua terra natal, na Escola Mista, o curso secundário no seminário do Crato, e o superior, entre 1951 e 1956, de filosofia e teologia, no Seminário Arquidiocesano de Fortaleza. Ao terminar suas funções sacerdotais, residiu em Crato até a data de seu falecimento, 11 de Junho de 2018.

## Obras
- Respingando, introdução à Bíblia (1957)
- A família Duarte Pinheiro (Itaytera, nº 16, fl. 177)
- Em torno da Casa do Umbuzeiro (Itaytera, nº 19, fl. 180)
- Educação, processo social e individual (Hyhytê, Faculdade de Filosofia do Crato, 1980)
- Histórias de Ramiro, folclore (Itaytera, nº 25, 1981)
- A família Andrade, dos Inhamuns (Revista do Instituto Genealógico do Cariri, fl. 119, 1981)
- A família Nunes Pereira (Revista do Instituto Cultural do Cariri, fl. 17, 1982)

## Funções de destaque exercidas
- Reitor do Seminário Diocesano São José, desde 1967.
- Coordenador da Fundação Padre Ibiapina, desde 1976.
- Diretor da Cáritas Diocesana, desde 1964.
- Presidente do Instituto Genealógico do Cariri, desde 1982.